# Odax pullus
Odax pullus és una espècie de peix pertanyent a la família dels odàcids.

## Descripció
- Pot arribar a fer 40 cm de llargària màxima[3] i 1.500 g de pes.[4][5]

## Alimentació
Menja principalment algues del gènere Carpophyllum.

## Hàbitat
És un peix marí, demersal i de clima subtropical (35°S-47°S), el qual habita en aigües costaneres poc fondes on les roques i les algues marrons són abundants.

## Distribució geogràfica
Es troba al Pacífic sud-occidental: Nova Zelanda i, probablement també, Austràlia.

## Observacions
És inofensiu per als humans i la seua esperança de vida és d'onze anys.